# 実尾島事件
実尾島事件（シルミドじけん、じつびとうじけん、朝: 실미도 사건）は、1971年8月23日に韓国において発生した反乱事件である。北朝鮮への派遣のために編成された特殊部隊の兵士らが処遇への不満から反乱を起こし、最終的には韓国軍及び警察によって鎮圧された。

## 事件の経緯

### 部隊創設
1968年1月21日に発生した青瓦台襲撃未遂事件では、北朝鮮が派遣した朝鮮人民軍第124部隊の31名が38度線を越えて韓国の首都・ソウル市内に侵入し、大統領官邸青瓦台の襲撃を試みて失敗した。工作員のうちただ一人捕虜となった金新朝少尉は襲撃の目標が韓国大統領朴正煕の暗殺にあったことを供述し、朴は激怒して事件への報復措置を取ることを決心した。
朴政権は事件の報復として直接的な軍事侵攻を検討した。しかし、直後の1月23日に起こったプエブロ号事件によって、アメリカのリンドン・ジョンソン大統領は朝鮮半島有事を回避することの選択を迫られた。当時ベトナム戦争を遂行していたジョンソン政権には朝鮮で新たな戦端を開く余力はなかったためである。アメリカの援助が得られなくなり、朴政権も北進を断念せざるを得なかった。
それでも朴政権は、自らもゲリラを使って北朝鮮主席宮爆破と金日成を暗殺する計画を秘密裏に進め、1968年4月に専属の特殊部隊である空軍2325戦隊209派遣隊を創設した。隊員は民間人から募集したが、政府は守るつもりの無い条件で勧誘していた。隊は編成年月の「68年4月」からとって「684部隊」というコードネームで呼ばれた。北と同じ31名の隊員からなる部隊は、仁川近くの実尾島で過酷な訓練を重ね、北への侵入・金日成殺害の命令が下る日を待った。

### 南北融和と待遇悪化
ジョンソンに代わってアメリカ大統領になったリチャード・ニクソンは、デタントの一環として1970年7月に在韓米軍の削減を発表した。すると、1971年4月に北朝鮮が統一会談を提案し、9月に大韓赤十字社と朝鮮赤十字会が予備会談を開始、1972年7月には南北共同声明が発表され、8月に赤十字本会談開始と、立て続けに南北融和政策が行われる中で、1971年に計画は撤回、部隊は存在しない事にされた。
しかし、機密保持のため隊員が島を出ることは認められず、目的を見失った訓練が中止されることもなかったため、事実上幽閉された隊員らの不満は増大していった。

### 反乱

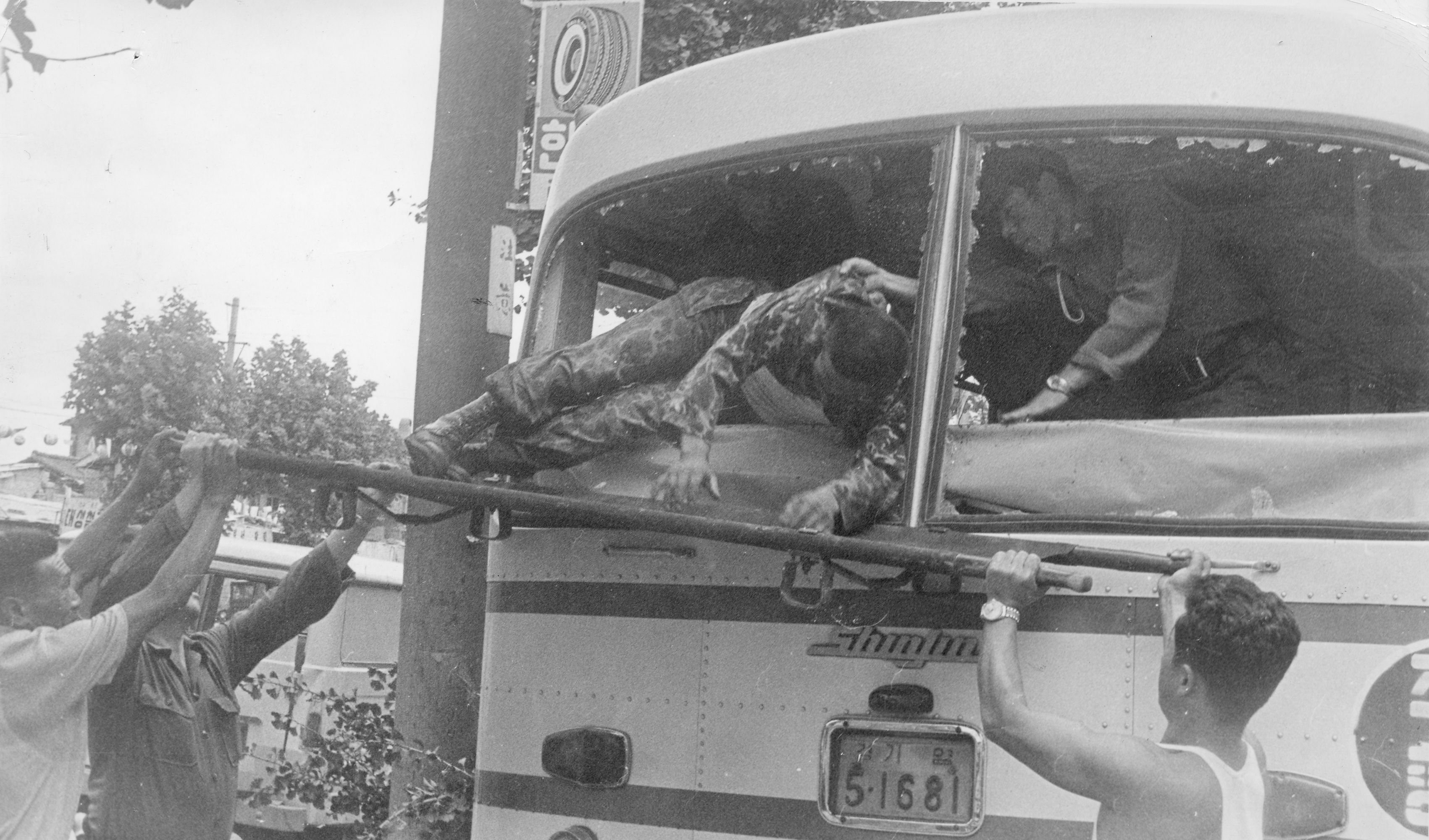
鎮圧後、バスから搬出される反乱隊員

1971年8月23日、684部隊の24名 の隊員は反乱を起こし、教育隊員を殺傷した。実尾島を脱出して仁川に上陸した隊員は、バスを乗っ取って大統領への直訴（劣悪な待遇の改善など）のために青瓦台へ向かった。
彼らは途上で軍・警察と交戦しつつ、ソウル市内に入って2台目のバスに乗り換えた。しかし、永登浦区（現銅雀区）大方洞の製薬会社・柳韓洋行社屋近くの路上において銃撃戦に発展し、最期は手榴弾で自爆した。これにより反乱を起こした隊員のうち20名が死亡し、生き残った4名も軍法会議で死刑判決を受け、1972年に銃殺刑が執行された。正確な場所は機密であり不明であるが、ソウル近郊の射撃場で処刑され、遺骨も近辺に埋められたという説がある。

### 見直し
この事件はその後韓国の軍事政権（朴正煕、全斗煥、盧泰愚）下では長く隠蔽されてきたが、民主化後の政権で資料が明らかになり、2003年に『シルミド』として映画化された。しかし、映画の中の脚色、特に684部隊の隊員が死刑囚や無期懲役囚などの犯罪者上がりとして描かれている事などについて隊員の遺族が「名誉を傷つけるもの」として上映の差し止めを求めるなどの問題も起こった。
映画化により社会的に事件の全容解明を求める声が高まり、韓国当局が調査に乗り出している。2005年には684部隊隊員の遺族に対し、国防部が34年ぶりに死亡通知書を正式交付した。
2021年5月、文在寅政権の法改正により大統領府直属の独立機関である真実・和解委員会が事件の再調査に着手する事になった。
2023年5月、国防省は近く京畿道高陽市の「ソウル市立昇華園」の墓地内で死刑となった4人の遺骨を発掘する作業を進める。

## 実尾島事件を基にした作品
- 映画
  - 『シルミド』康祐碩監督、2003年
- 書籍
  - 白東虎 『シルミド』 鄭銀淑 訳、幻冬舎、2004年 ISBN 4-344-00616-X
  - 城内康伸 『シルミド「実尾島事件」の真実』 宝島社、2004年 ISBN 4796640738
  - ファン・サンギュ 『実尾島（シルミド）-生存者キム・バンイル元小隊長の証言-』 ソフトバンク・パブリッシング、2004年 ISBN 4-7973-2758-8